# 奇利亚龙德昆卡
奇利亚龙德昆卡，是西班牙卡斯蒂利亚-拉曼恰昆卡省的一个市镇。总面积39平方公里，总人口432人（2001年），人口密度11人/平方公里。